# Agencia Española de Medicamentos y Productos Sanitarios
La Agencia Española de Medicamentos y Productos Sanitarios (AEMPS) es el organismo público español responsable de asegurar el cumplimiento de los criterios de calidad, seguridad, eficacia y correcta información de los medicamentos de uso humano y veterinario, así como de los productos sanitarios, biocidas, cosméticos y productos de higiene personal, de acuerdo a la legislación española y de la Unión Europea. Está adscrita al Ministerio de Sanidad.
La Agencia fue creada por la Ley 66/1997, de 30 de diciembre, con rango de organismo autónomo hasta 2011 y a partir de entonces como agencia estatal. Sus competencias fueron ampliadas por la Ley 50/1998. Depende del Ministerio de Sanidad.
La Ley 16/2003, de Cohesión y Calidad del Sistema Nacional de Salud, determina que son competencias de la Agencia Española de Medicamentos y Productos Sanitarios la evaluación y, en su caso, autorización de los productos sanitarios y cosméticos.

## Funciones
Sus principales funciones son:
- Conceder la autorización de comercialización de los medicamentos de uso humano fabricados industrialmente, revisión y adecuaciones a los ya comercializados.
- Participar en la planificación y evaluación de los medicamentos de uso humano que se autoricen por la Unión Europea a través de la Agencia Europea de Medicamentos (EMA).
- Evaluar y autorizar los ensayos clínicos y los productos en fase de investigación clínica.
- Autorizar los laboratorios farmacéuticos de medicamentos de uso humano.
- Desarrollar el sistema español de farmacovigilancia.
- Controlar los medicamentos de competencia estatal.
- Gestionar la Real Farmacopea Española.
- Las competencias relativas a estupefacientes y psicotrópicos que reglamentariamente se determinen.
- Actividades de evaluación, registro, autorización, inspección, vigilancia y control de medicamentos de uso humano y veterinario y productos sanitarios, cosméticos y de higiene personal.
- Evaluación de conformidad de productos sanitarios como Organismo Notificado número 0318 otorgando el marcado CE de conformidad según las directivas 93/42/EEC, 90/385/EEC y 98/79/EC

## Organigrama
La estructura de la agencia es:
- El Presidente. La presidencia es ejercida por el titular de la Secretaría de Estado de Sanidad. Representa a la agencia y asegura la consecución de los objetivos del organismo.
- El vicepresidente. La vicepresidencia la ejerce el titular de la Secretaría General de Agricultura y Alimentación y su labor es asegurar la consecución de los objetivos de la Agencia y, en particular, en lo que respecta a los medicamentos veterinarios.
- El Consejo Rector. Es el órgano colegiado de gobierno de la Agencia, formado por el presidente, el vicepresidente, el director de la Agencia y vocales de diferentes Departamentos de la Administración General del Estado, de las comunidades autónomas, de las mutualidades de funcionarios, expertos de reconocido prestigio, un representante de los trabajadores y otro de los consumidores y usuarios.
- El Director. Es el órgano ejecutivo de la Agencia, del cual dependen el resto de órganos administrativos.
  - La Secretaría General.
  - El Departamento de Medicamentos de Uso Humano.
  - El Departamento de Medicamentos Veterinarios.
  - El Departamento de Inspección y Control de Medicamentos.
  - El Departamento de Productos Sanitarios.
  - El Centro Nacional de Certificación de Productos Sanitarios.
- Los Comités Técnicos de asesoramiento y coordinación, son:
  - El Comité de Medicamentos de Uso Humano.
  - El Comité de Seguridad de Medicamentos de Uso Humano.
  - El Comité de Medicamentos Veterinarios.
  - El Comité de Seguridad de Medicamentos Veterinarios.
  - El Comité Técnico del Sistema Español de Farmacovigilancia de Medicamentos de Uso Humano.
  - El Comité Técnico del Sistema Español de Farmacovigilancia de Medicamentos Veterinarios.
  - El Comité de disponibilidad de Medicamentos Veterinarios.
  - El Comité de la Farmacopea y el Formulario Nacional.
  - El Comité Técnico de Inspección.
  - El Comité de Coordinación de Servicios Farmacéuticos Periféricos.
  - El Comité de Productos Sanitarios.

Asimismo, para asegurar el correcto funcionamiento de la Agencia, existe una Comisión de Control que recaba información y se la transmite al Consejo Rector.
Por último, la AEMPS cuenta con una Red de expertos, integrada por personalidades relevantes del mundo de los medicamentos, productos sanitarios y en otras materias de interés para la Agencia, para el asesoramiento científico y clínico en materia de seguridad, eficacia y calidad de dichos productos, así como para la realización de los estudios e investigaciones que sean precisos para mejorar su conocimiento y sus garantías sanitarias.

## Presupuesto
| Década 1990 | Década 1990  | Década 1990 | Década 1990 | Década 2000 | Década 2000  | Década 2000 | Década 2000 | Década 2010 | Década 2010   | Década 2010 | Década 2010 | Década 2020 | Década 2020  | Década 2020 | Década 2020 |
| Año         | Presupuesto  | Variación   | Ref.        | Año         | Presupuesto  | Variación   | Ref.        | Año         | Presupuesto   | Variación   | Ref.        | Año         | Presupuesto  | Variación   | Ref.        |
| ----------- | ------------ | ----------- | ----------- | ----------- | ------------ | ----------- | ----------- | ----------- | ------------- | ----------- | ----------- | ----------- | ------------ | ----------- | ----------- |
| 1997        | -            | -           | -           | 2001        | 15.129.740 € | 12,53 %     | [ 4 ]       | 2011        | 48.925.260 €  | 6,01 %      | [ 5 ]       | 2021        | 95.852.890 € | 12,6 %      | [ 6 ]       |
| 1998        | 4.826.127 €  | 0 %         | [ 7 ]       | 2002        | 15.733.710 € | 3,99 %      | [ 8 ]       | 2012        | 48.206.200 €  | 1,47 %      | [ 9 ]       | 2022        | 77.015.800 € | 19,65 %     | [ 10 ]      |
| 1999        | 5.306.937 €  | 9,96 %      | [ 11 ]      | 2003        | 19.411.450 € | 23,38 %     | [ 12 ]      | 2013        | 47.540.920 €  | 1,38 %      | [ 13 ]      | 2023        | 85.504.550 € | 11,02 %     | [ 14 ]      |
| 2000        | 13.444.641 € | 153,34 %    | [ 11 ]      | 2004        | 22.310.120 € | 14,93 %     | [ 15 ]      | 2014        | 47.540.920 €  | 0 %         | [ 16 ]      | 2024        | 85.504.550 € | 0 %         | [ 14 ]      |
|             |              |             |             | 2005        | 26.271.940 € | 17,76 %     | [ 17 ]      | 2015**      | 277.112.060 € | 482,9 %     | [ 18 ]      | 2025        | 85.504.550 € | 0 %         | [ 14 ]      |
|             |              |             |             | 2006        | 32.885.670 € | 25,17 %     | [ 19 ]      | 2016        | 107.112.060 € | 61,35 %     | [ 20 ]      |             |              |             |             |
|             |              |             |             | 2007        | 39.559.170 € | 20,29 %     | [ 21 ]      | 2017        | 107.717.580 € | 0,57 %      | [ 22 ]      |             |              |             |             |
|             |              |             |             | 2008        | 44.773.060 € | 13,18 %     | [ 23 ]      | 2018        | 109.659.720 € | 1,8 %       | [ 24 ]      |             |              |             |             |
|             |              |             |             | 2009        | 50.258.690 € | 12,25 %     | [ 25 ]      | 2019        | 109.659.720 € | 0 %         | [ 24 ]      |             |              |             |             |
|             |              |             |             | 2010        | 52.056.140 € | 3,58 %      | [ 26 ]      | 2020        | 109.659.720 € | 0 %         | [ 24 ]      |             |              |             |             |

* El presupuesto de los años 1998 a 2001 es una conversión de pesetas a euros (1 euro = 166,3860 pesetas).
** El importante incremento de presupuesto de la AEMPS para 2015 se debe a una transferencia de 230 millones, como consecuencia del aumento en su remanente de tesorería acumulado en varios ejercicios. Situación parecida ocurre en 2016 y 2017, pero con una cuantía menor.